# Museo de Bellas Artes de Granada

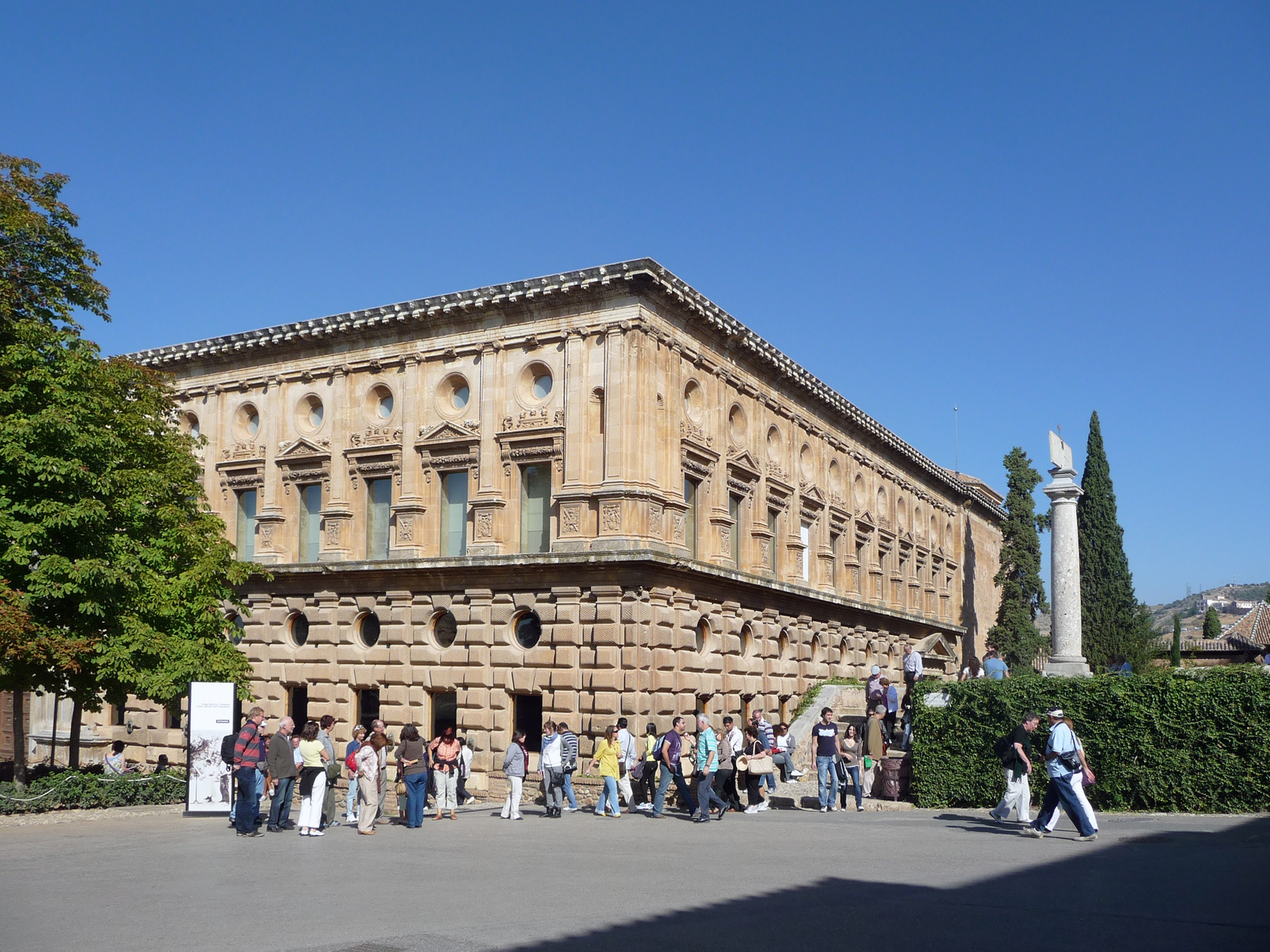
Palacio de Carlos V; das Museum befindet sich im 1. Stock.

Das Museo de Bellas Artes de Granada (Museum der Schönen Künste von Granada) zeigt die größte Sammlung alter Kunst im andalusischen Granada. Die meisten Werke haben Stadtbezug; seit 1958 befindet sich das Museum im oberen Stockwerk des Palacio de Carlos V im Komplex der Alhambra.

## Geschichte

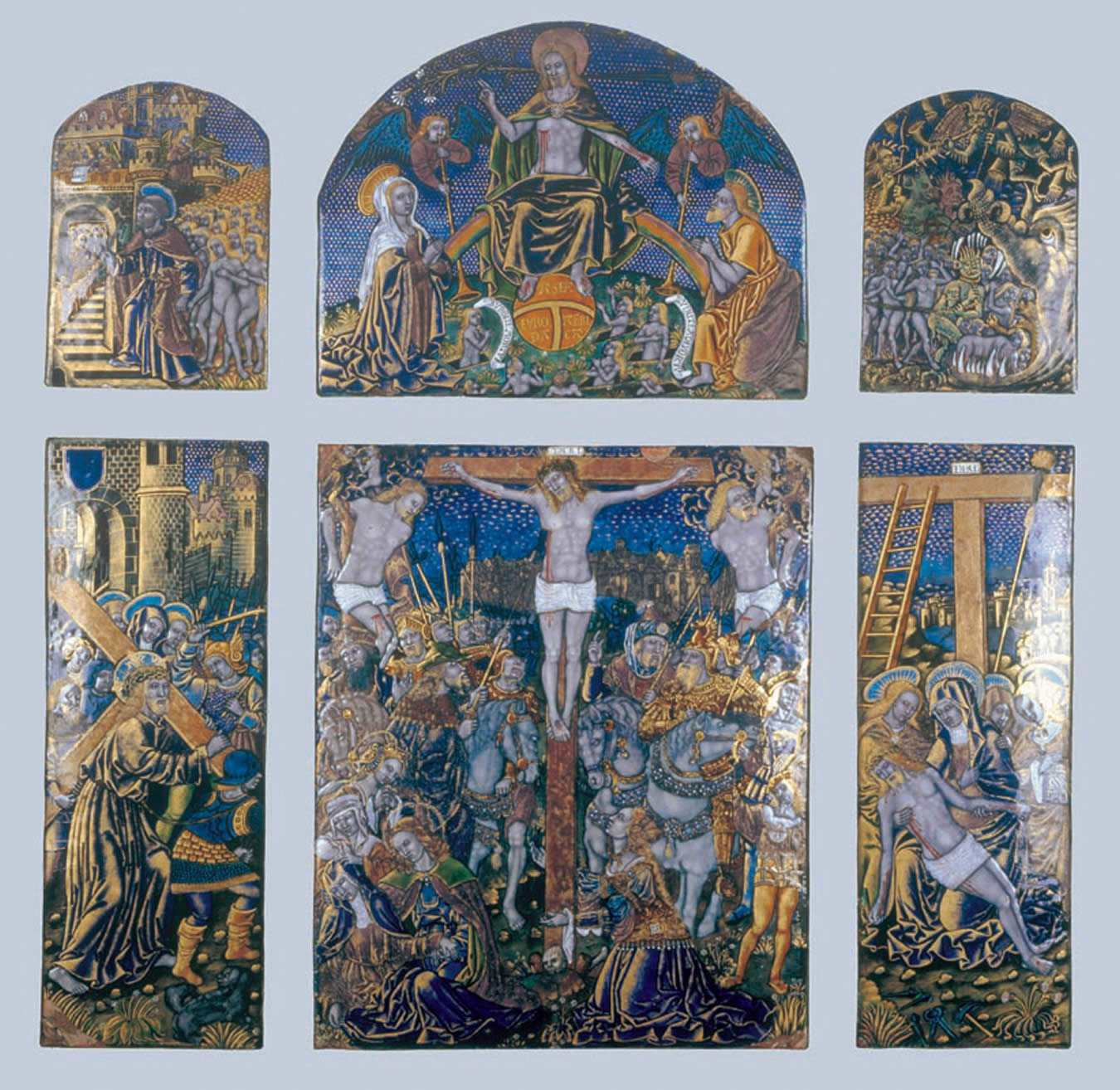
Triptychon des Gran Capitán, Emailmalerei auf Kupfer, Limoges um 1500

Wie viele der Provinzmuseen des Landes stammt auch ein Großteil dieser Sammlung aus der Desamortisation in Spanien, in deren Rahmen zahlreiche, zuvor religiösen Einrichtungen gehörende Kunstwerke in Landeseigentum überführt wurden. Entsprechend hat auch ein Großteil der Sammlung Kirchenbezug.
Das Museum wurde am 11. August 1839 in den Räumen des Dominikanerklosters Santa Cruz la Real eingerichtet. 1889 beschloss die Stadtregierung Granadas, das Gebäude für eine militärische Einrichtung zu nutzen. In den folgenden Jahren wechselte das Museum öfters seinen Standort, bis es Anfang des 20. Jahrhunderts in das Casa del Castril einzog, dessen Räume es sich mit dem Museo Arqueológico de Granada teilte.
Der Plan, das Museum in den Palacio de Carlos V zu integrieren, bestand schon früh, aber erst 1941 wurde die entsprechende Entscheidung gefällt. Der Einzug erfolgte dann schließlich 1958 im Rahmen der Feiern zum 400. Todestag von Karl V.

## Sammlungen

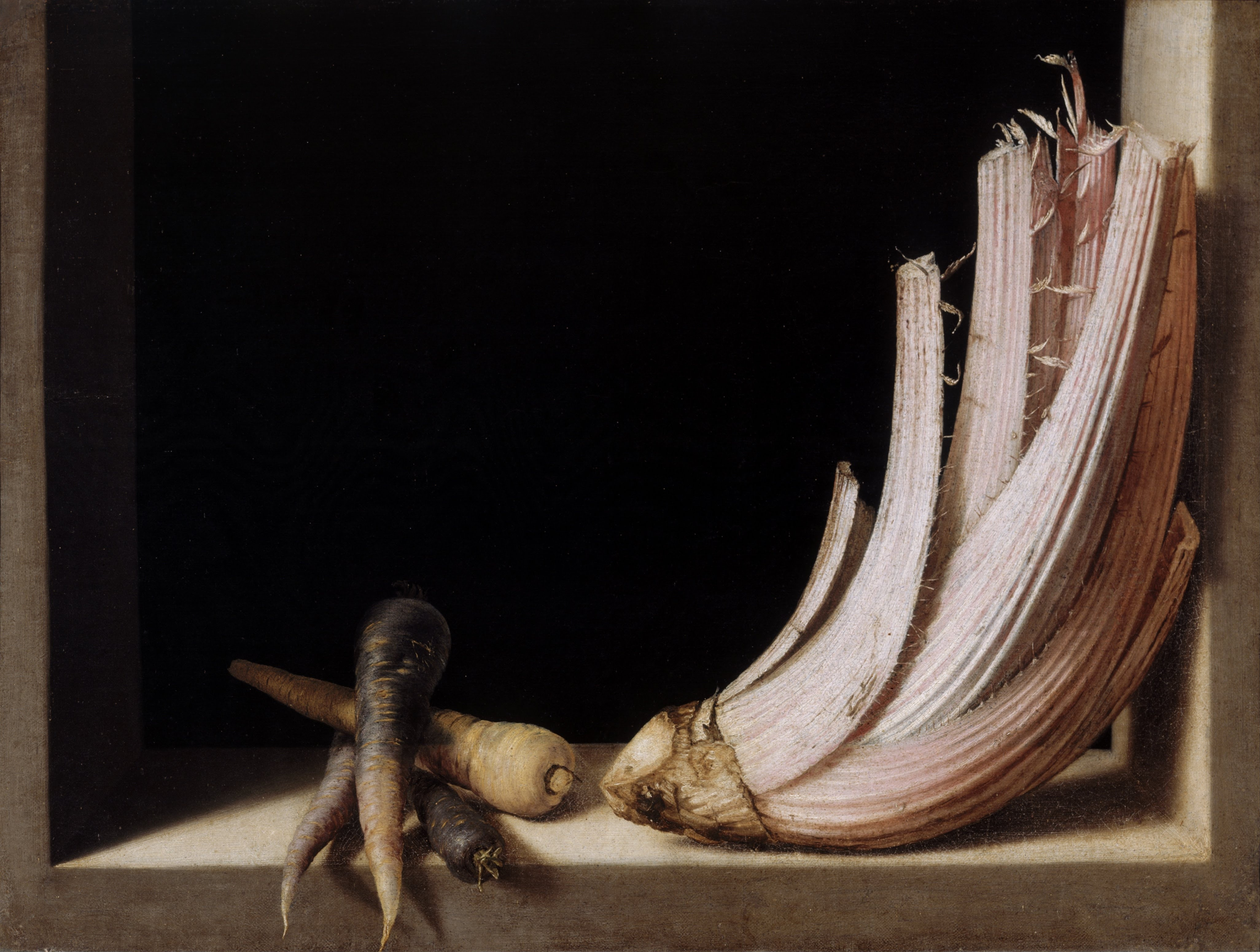
Stillleben mit Karde und Möhren. Juan Sánchez Cotán, Anfang des 17. Jahrhunderts

Die Sammlungen umfassen größtenteils Gemälde und Skulpturen aus dem 15. bis 20. Jahrhundert. Eines der ältesten Stücke der Sammlung ist die Skulptur Santa María de la Alhambra aus dem späten 15. Jahrhundert, Roberto Alemán zugeschrieben, die früher die Puerta de la Justicia der Alhambra zierte. Aus etwa derselben Zeit stammt das in Email auf Kupfer ausgeführte Triptychon des Gran Capitán.
Weiter finden sich verschiedene Werke von Juan Sánchez Cotán aus dem 17. Jahrhundert in der Sammlung, darunter Bodegón con cardo y zanahorias (dt.: Stillleben mit Karde und Möhren), eines der am höchsten geschätzten Werke des Museums.
Von Alonso Cano, dem Begründer der granadinischen Malschule, finden sich hier unter anderem La Virgen del Lucero (dt.: Die Jungfrau mit dem Morgenstern) und San Jerónimo penitente en el desierto (dt.: Der heilige Hieronymus in der Wüste).

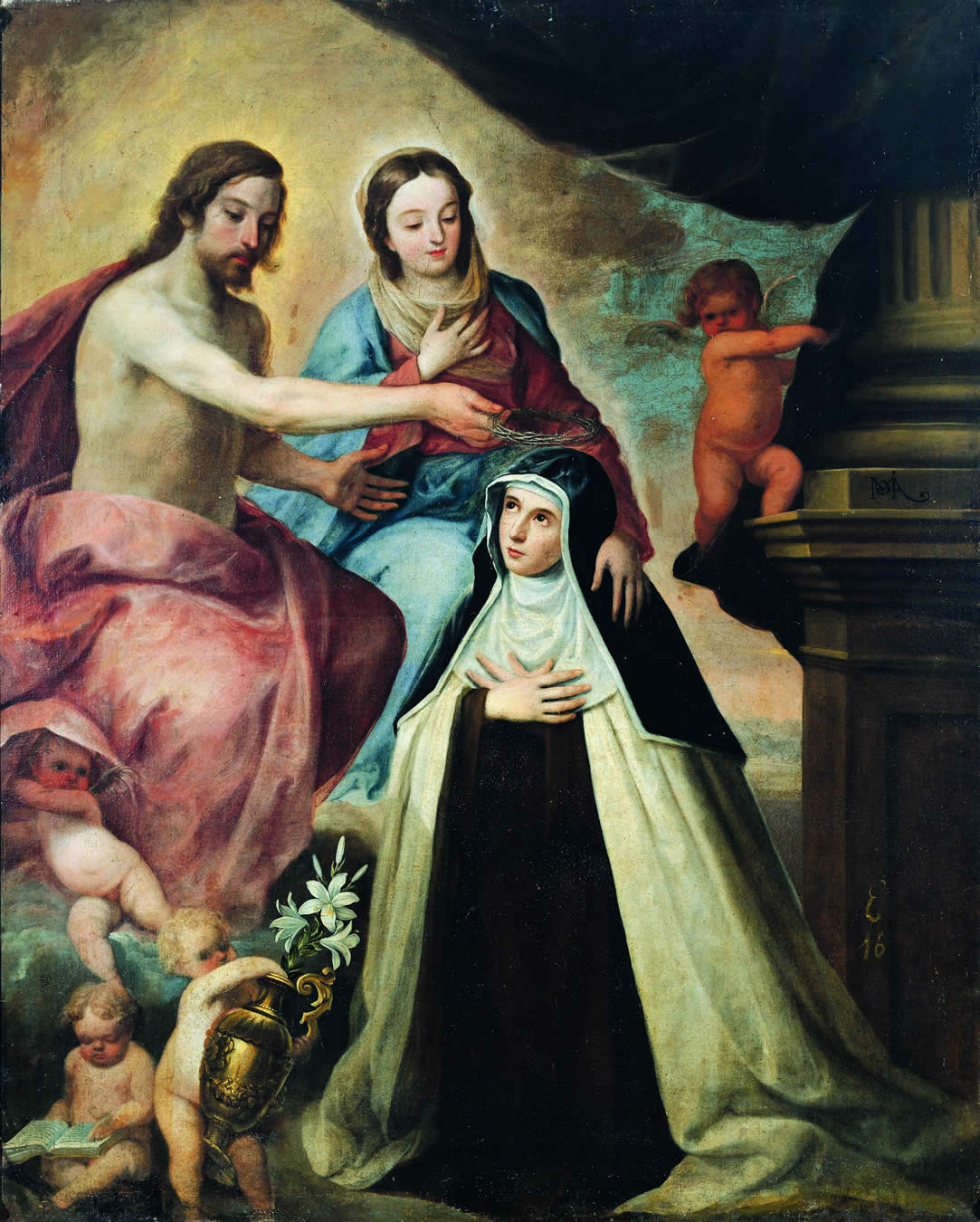
Die Vision der Hl. Maria Magdalena von Pazzi, Pedro de Moya
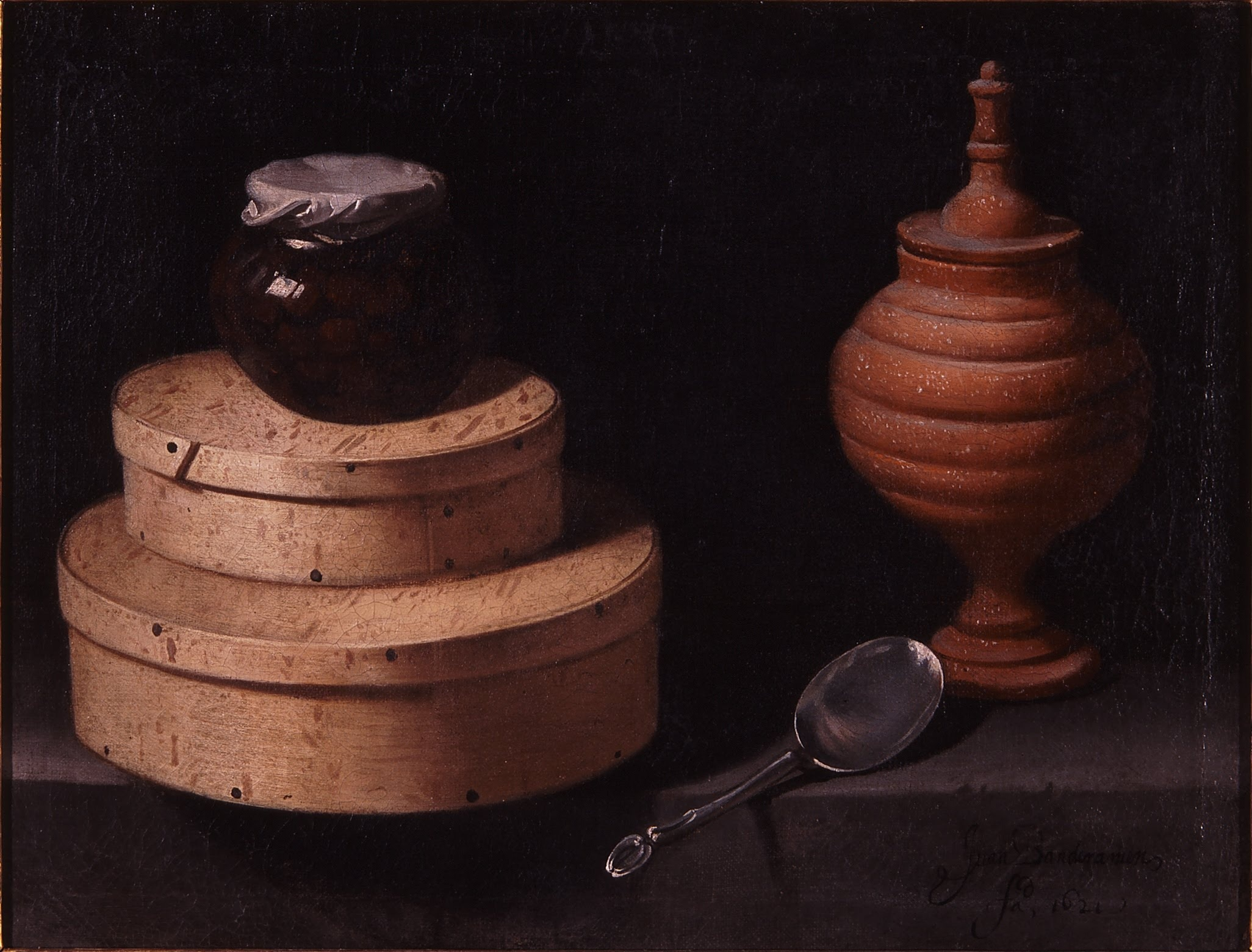
Behältnisse für Süßigkeiten, Juan van der Hamen y León.
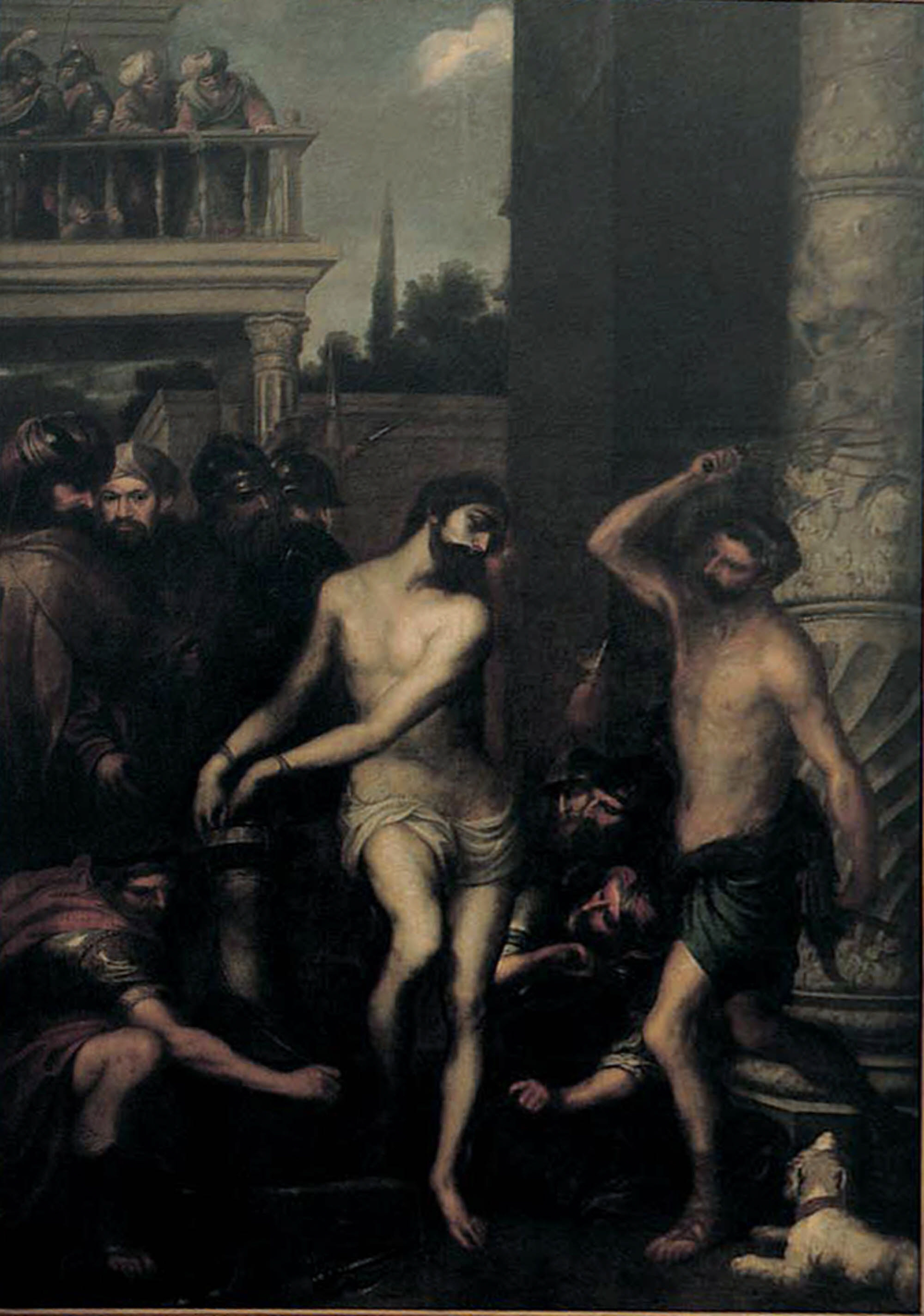
Geißelung Christi, Juan de Sevilla.
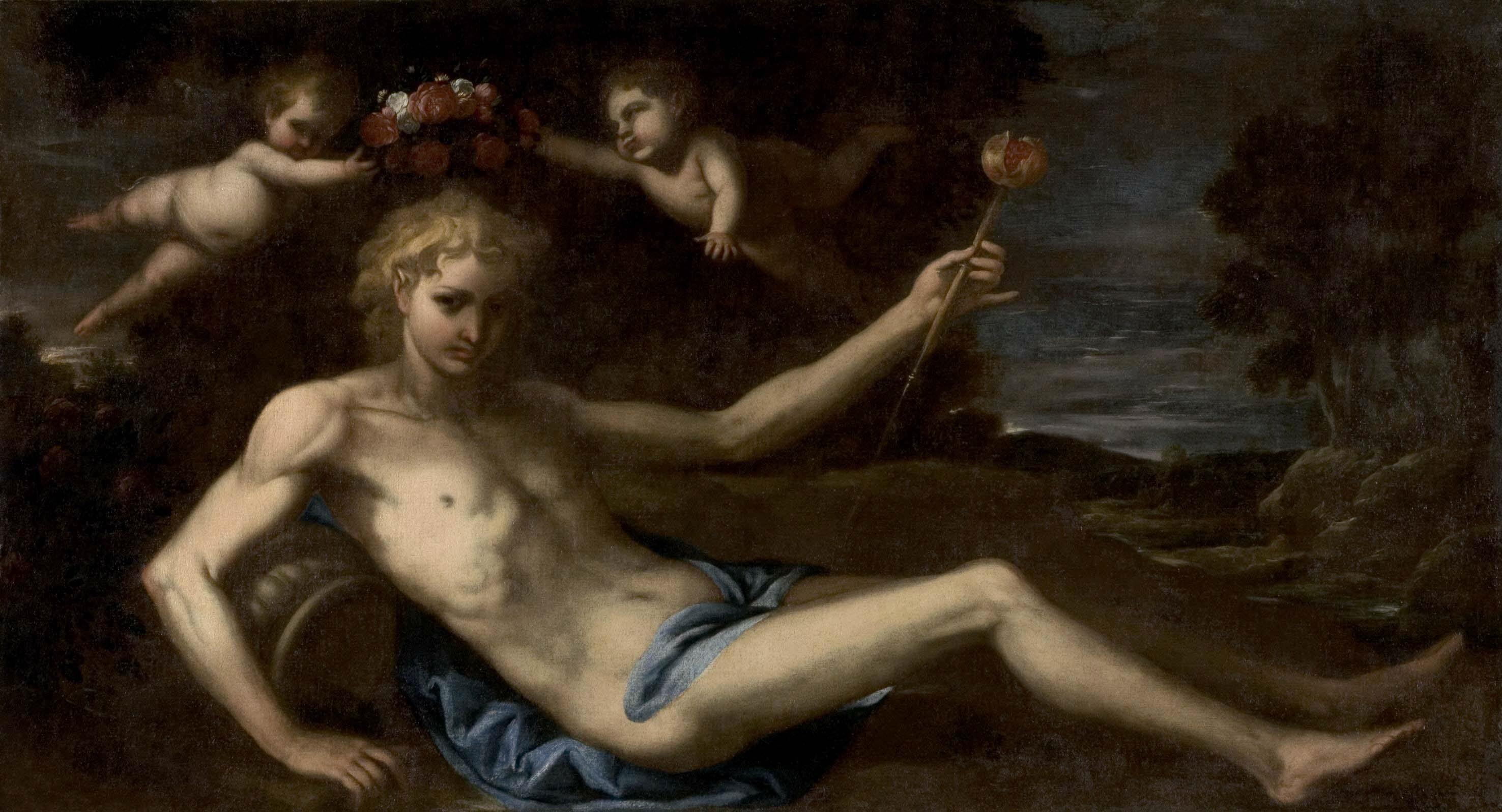
Allegorie des Flusses Darro, Pedro Atanasio Bocanegra.
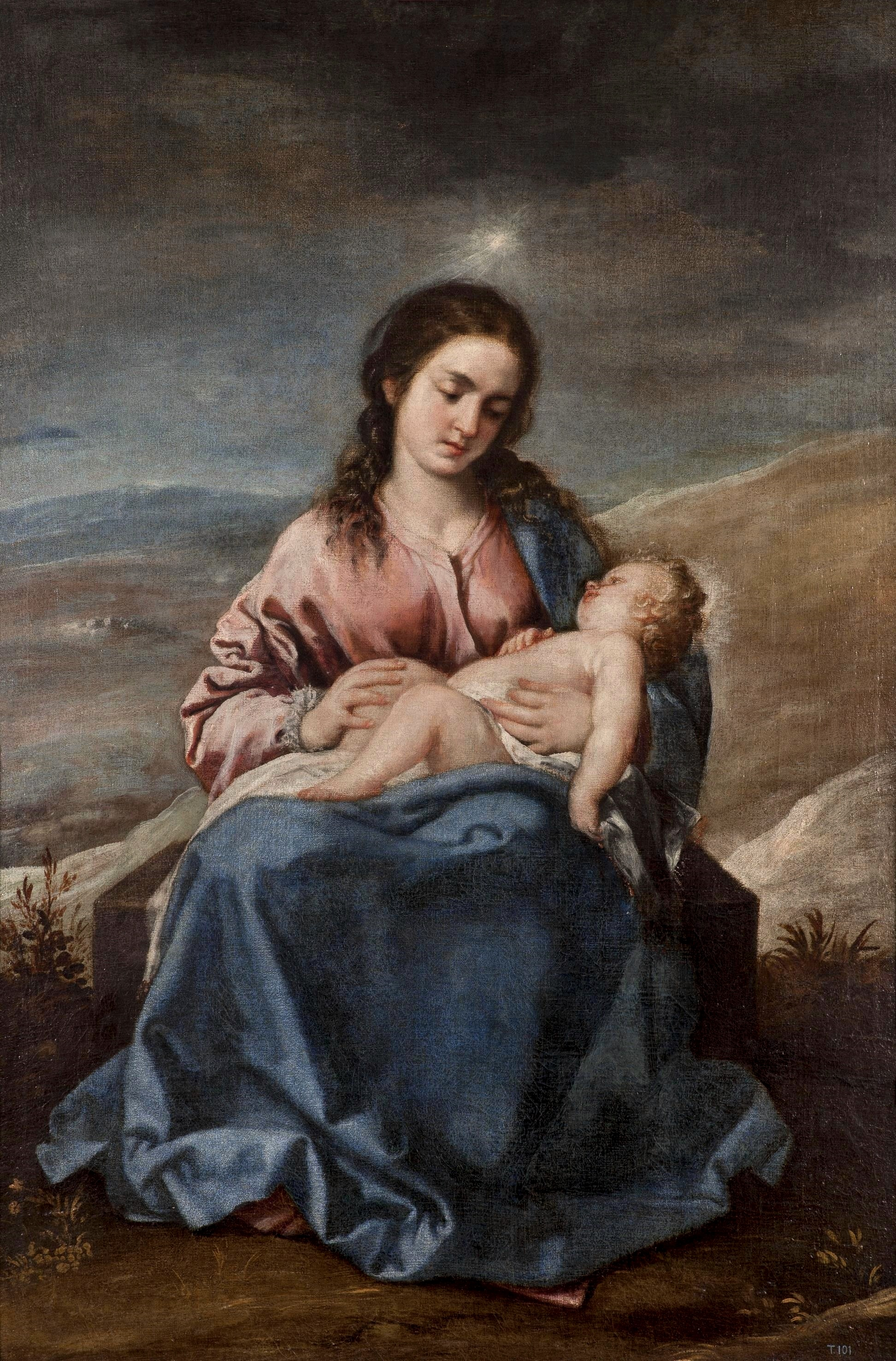
Die Jungfrau mit dem Morgenstern, Alonso Cano.